# Стен
Стен е главният герой от едноименната поредицата на Алън Кол и Крис Бънч.

## Биография
Стен е роден на планетата Вулкан, от където по-късно е вербуван в армията от Ийън Махони.

## Богомолка
Когато постъпва в армията, той е разпределен в секция Богомолка. Там се среща и с приятеля си Алекс Килгър, който е от планетата Единбург.

## Началник на гурките
След време се издига в началник на гурките-личната охрана на Вечния император, който управлява по-голямата част от Вселената от 3000 години. Успява да предотврати атентат насочен към императора. След това императора го „съветва“ да се насочи към военния флот.